# Херсонская дивизия Украинской Народной Республики
Херсонская дивизия (Х.д. У.Н.Р.) — соединение армии Украинской народной республики во время Гражданской войны, действовавшее на территории Херсонской губернии.

## Предыстория
В середине ноября 1918 года на Украине развернулось антигетманское восстание во главе с Директорией УНР. Вооружённое восстание против гетмана П. П. Скоропадского поддержали многочисленные повстанческие отряды и перешедшие на сторону Директории войска Украинской державы.
Повстанческий атаман Григорьев (центр его влияния находился в с. Верблюжка Александрийского уезда Херсонской губернии), воспользовавшись этой ситуацией, активизировал свои действия. Недовольство крестьян политической и экономической деятельностью правительства Украинской державы было настолько сильным, что они массово присоединялись к Григорьеву, что, в свою очередь, позволило ему быстро взять под контроль большую часть территории Херсонской и Екатеринославской губерний.

## История
В начале декабря 1918 года Григорьев отбил у гетманских войск уездный город Александрию (Александрийский уезд Херсонской губернии) и известил Головного атамана войск УНР С. В. Петлюру о признании Директории УНР и подчинении ей своих отрядов. Вскоре, по решению Петлюры, повстанческие отряды Григорьева стали именоваться Херсонской дивизией и вошли в состав Южной группы войск армии УНР под командованием генерала А. П. Грекова. Дивизия на 80 % состояла из бывших солдат Русской императорской армии (преимущественно крестьянского сословия), хорошо обученных и имеющих боевой опыт Первой мировой войны. При этом, несмотря на революционный подъём и энтузиазм повстанческих отрядов в боях, они не имели чёткой политической платформы, цели и стратегии и поэтому были крайне нестойкими в морально-политическом отношении, способными подпадать под любое влияние.
Получив приказ овладеть Николаевом, 10 декабря григорьевцы выдвинулись в направлении города и, разбив небольшой германский отряд, захватили пригородную станцию Водопой. Григорьев предъявил начальнику германского гарнизона ультиматум, потребовав сложить оружие. 13 декабря немецкие войска сдали Николаев, и григорьевцы беспрепятственно вошли в город. В городе утвердилось многовластье: атамана Григорьева, городской думы и немецкого солдатского Совета. На рейде Николаева стояли английские военные корабли, готовые вмешаться в происходящие события.
25 декабря по приказу командования союзных войск Антанты германские части, остававшиеся в Николаеве, выбили григорьевцев из города. Их действия поддерживались дружиной русских добровольцев-офицеров и артиллерией английского крейсера «Консарбери». 31 декабря Григорьев снова появился у Николаева, причём после очередного ультиматума немецкие войска вновь пустили григорьевцев в город. В эти же дни Григорьев занял Знаменку и Долинскую (населённые пункты Херсонской губернии).
1919 год
В первых числах января командование армии УНР поручило Григорьеву силами дивизии удерживать участок фронта в 120 км и провести наступление на Херсон, где держали оборону части Крымско-Азовского корпуса Добровольческой армии.
10 января, после упорных десятидневных боёв с применением артиллерии, комендант Херсона полковник Зинкевич получил от атамана Григорьева ультимативное требование сдать город и ввиду малочисленности обороняющихся вынужден был выполнить его.
В результате ожесточённых боёв григорьевцы захватили также Алёшки, уездный город Днепровского уезда Таврической губернии. Формально район Херсон — Николаев был объявлен территорией УНР, но реальная власть находилась в руках атамана Григорьева, установившего здесь свою диктатуру. Почувствовав себя крупной политической фигурой, Григорьев потребовал от Директории прекратить всякие переговоры со странами Антанты и начать против интервентов войну за Причерноморье. Правительство Директории назначило Григорьева комиссаром Александрийского уезда Херсонской губернии и присвоило ему почётное звание «атамана повстанцев Херсонщины и Таврии».
Тем временем командование французских войск потребовало от войск УНР разблокировать район вокруг Одессы и отойти на линию Тирасполь — Бирзула — Вознесенск — Николаев — Херсон, освободив для французских войск военно-хозяйственный плацдарм, способный прокормить полумиллионное население Одессы и 50-тысячную группировку Антанты. Директория была вынуждена выполнить это требование как необходимое условие для начала переговоров о союзе с Антантой.
21 января, получив от Директории согласие на расширение контролируемой зоны, французские и греческие войска начали занимать указанные территории, высаживая морские десанты и продвигаясь по железной дороге в направлении Херсона и Бирзулы. В районе устья Днепра союзники соединились с войсками белогвардейской Крымско-Азовской армии, сформированной на базе Крымско-Азовского корпуса. Уступки интервентам со стороны Директории поставили атамана Григорьева, считавшего себя единоличным хозяином района Николаев — Херсон, в сложное положение и привели к его переходу на сторону Красной армии уже через неделю после начала продвижения интервентов на восток.
25 января французские, греческие и английские войска высадились в Николаеве, 29—30 января — в Херсоне. Вступив с ними в вооружённые столкновения вопреки указаниям Петлюры, Директории, Совета министров УНР, Григорьев фактически поставил себя вне армии УНР. Не имея возможности самостоятельно противостоять наступлению Антанты, Григорьев решил перейти на сторону Красной армии.
1 февраля Григорьев вступил в переговоры с советским командованием, заявив, что ведёт переговоры от лица боротьбистского Центрревкома. Григорьев заявил, что в его распоряжении находится двадцать партизанских отрядов, готовых вести борьбу с петлюровцами, белогвардейцами, немцами и интервентами. Атаман также имел телефонный разговор с командующим советским Украинским фронтом Антоновым-Овсеенко В. А., изложив свои условия заключения военного союза с большевиками. Украинское советское командование заявило, что в соглашение с атаманом Григорьевым оно может вступить лишь при условии безоговорочного признания им Советской власти на Украине в лице правительства Советской Украины и полного подчинения командованию Красной армии. В ходе переговоров Григорьев согласился подчиниться общему командованию, а также признать Совет народных комиссаров УССР - тем самым он фактически отрекался от боротьбистского Центрревкома.
2 февраля правительство Советской Украины сообщило председателю СНК РСФСР В. И. Ленину о присоединении отрядов Григорьева к Красной армии.
Во второй половине февраля личный состав Херсонской дивизии армии УНР был переформирован по штатам Красной армии в 1-ю бригаду 1-й Заднепровской Украинской советской дивизии Украинского фронта. Бригаде была поставлена задача держать фронт севернее линии Вознесенск — Алёшки — Никополь — Апостолово — Кривой Рог, сдерживая продвижение войск Антанты и не допуская их объединения с наступавшими из Северной Таврии русскими белогвардейцами.
После перехода дивизии Григорьева на сторону Красной армии большая часть военнослужащих 6-й пехотной дивизии 3-го Херсонского корпуса УНР оказалась на подконтрольной ему территории и вскоре влилась в состав теперь уже «красных» войск Григорьева. Военнослужащие, пожелавшие остаться в армии УНР, уходили на запад,.
В апреле 1919 года 1-я Заднепровская бригада была развёрнута в 6-ю Украинскую советскую стрелковую дивизию. На должности комбрига, а затем начдива, оставался атаман Григорьев, на должности начальника штаба — атаман Тютюнник.

## Полное наименование
Херсонская повстанческая дивизия 

## Подчинение
- Начало декабря 1918: Южная группа войск армии Украинской Народной Республики.

## Командование
- Начальник дивизии — атаман Григорьев Н. А. (начало декабря 1918 — начало февраля 1919 гг.)[1]

- Григо́рьев Н. А. — штабс-капитан Русской императорской армии, полковник армии Украинской Народной Республики. В 1917—1918 — член партии социалистов-революционеров, позднее — член партии социалистов-революционеров (украинских боротьбистов). В 1918 — один из организаторов повстанческой войны против австро-германских оккупантов и армии Украинской державы в Елисаветградском уезде Херсонской губернии. С начала декабря 1918 по январь 1919 — начальник Херсонской дивизии УНР. С февраля 1919 — командир 1-й Заднепровской бригады 1-й Заднепровской Украинской советской дивизии; с апреля 1919 — начдив 6-й Украинской советской дивизии, в мае 1919 поднял мятеж против большевистской власти на Украине. После подавления мятежа был убит в результате конфликта с руководством махновского движения.

## Состав
На начало декабря 1918:
- Управление дивизии
- 1-й пехотный полк[1]
- 2-й пехотный полк[1]
- 3-й пехотный полк[1]
- 4-й пехотный полк[1]
- Конный полк[1]
- 1-я артбатарея полевых орудий[1]
- 2-я артбатарея полевых орудий[1]